# Bazyli Janiszyn
Bazyli Janiszyn (ur. ?, zm. 20 lipca 1915 ) –  żołnierz II Brygady Legionów Polskich. Uczestnik szarży pod Rokitną. 

## Życiorys
Bazyli Janiszyn zgłosił się ochotniczo w 1914 roku do oddziałów organizowanych przez Piłsudskiego. Został przydzielony do II Brygady Legionów Polskich. Służył w 2 szwadronie ułanów przy 3 pułku piechoty. Brał udział w walkach w Karpatach. Z powodu odniesionych w czasie szarży ran zmarł 20 lipca 1915 roku  w szpitalu w Czerniowcach, tam też został pochowany.
17 maja 1922 roku Naczelnik Państwa i Naczelny Wódz nadał mu pośmiertnie Krzyż Srebrny Orderu Wojskowego Virtuti Militari (krzyż numer 6004).
W lutym 1923 roku zwłoki ułanów ekshumowano i uroczyście przewieziono na Cmentarz Rakowicki w Krakowie. 26 lutego odbył się uroczysty pogrzeb. Generał broni Stanisław Szeptycki, w imieniu Józefa Piłsudskiego, udekorował trumny ułanów przyznanymi im pośmiertnie orderami.